# Джеладзе, Гизо Анзорович
Гизо Анзо́рович Джела́дзе (груз. გიზო ანზორის ძე ჯელაძე; 17 мая 1975, Сухуми, Абхазская АССР, Грузинская ССР, СССР) — грузинский футболист, полузащитник.

## Карьера
После шести лет игры в Грузии Джеладзе был продан «Динамо» (Тбилиси)в «Сокол» (Саратов). 30 мая 1998 года в матче против «Кубани» Джеладзе вышел во втором тайме и был удалён за шесть минут до финального свистка, тем не менее, его команда одержала победу со счётом 2:0. Второе своё удаление Джеладзе заработал в середине второго тайма матча против «Локомотива» из Читы, однако железнодорожники не воспользовались численным преимуществом, более того, в последние десять минут Виталий Ермилов с интервалом в минуту сделал дубль, чем помог команде выиграть со счётом 2:1. Через месяц состоялся последний матч Джеладзе за «Сокол», команда сыграла вничью 1:1 с майкопской «Дружбой».
В 1999 году Джеладзе перешёл в клуб Премьер-лиги, «Жемчужина-Сочи». В элите он дебютировал 11 апреля, выйдя на замену в игре с «Локомотивом» из Нижнего Новгорода. Команды разошлись ничьей 1:1. Начиная с десятого тура, Джелажзе получил по жёлтой карточке в трёх матчах подряд: с «Шинником», «Зенитом» и московским «Спартаком». В этих трёх матчах клуб из Сочи набрал лишь одно очко. Матч 15 тура против «Ростова» стал для Джеладзе последним в высшем дивизионе, итоговый счёт 1:1.
Джеладзе вернулся в «Сокол». Свой второй этап пребывания в команде он начал 12 июля 1999 года, выйдя на замену в матче с «Анжи». Команды не выявили победителя (2:2). Следующий матч против «Волгарь-Газпром» стал для Джеладзе единственным полным на данном этапе, в дальнейшем он зачастую выходил на замены. «Сокол» одержал уверенную победу со счётом 3:0. 20 октября в матче с «Томью» Джеладзе на 82-й минуте забил гол, установив окончательный счёт матча — 4:2 в пользу своей команды. 4 ноября он забил через 15 минут после выхода на замену в ворота «Спартак-Орехово», соперник был разгромлен со счётом 8:0. Следующий матч завершил данный этап игры Джеладзе за «Сокол», соперником был «Арсенал Тула», «Сокол» выиграл со счётом 2:0
Следующим клубом Джеладзе стал «Локомотив» (Санкт-Петербург). Он дебютировал в матче против одноимённого клуба из Читы, питерский клуб проиграл при счёте 2:0. В двух своих последних матчах за команду: против смоленского «Кристалла» и «Шинника» Джеладзе получил по жёлтой карточке, «Локо» в этих матчах заработал лишь одно очко.
Джеладзе продолжил карьеру в «Балтике». И снова он дебютировал в игре с «Локомотивом» из Читы, взяв своеобразный реванш в виде победы со счётом 1:0. 1 ноября 2000 года он забил в игре с «Кристаллом», этот гол вывел «Балтику» вперёд, а итоговый счёт был 4:3 в пользу калининградского клуба. Год спустя состоялся последний матч Джеладзе за «Балтику», со счётом 4:2 была обыграна «Лада».
В 2002 году Гизо подписал контракт с «Рубином». Первый матч за клуб он провёл, выйдя на замену в игре с «Газовик-Газпром», его команда одержала победу с минимальным счётом. 22 июля в матче с «Кристаллом» Джеладзе получил жёлтую карточку уже на девятой минуте игры, тем не менее, не оставил команду вдесятером, «Рубин» уверенно выиграл со счётом 3:0. В последнем матче Джеладзе за клуб был разгромлен со счётом 5:0 красноярский «Енисей».
После «Рубина» Джеладзе снова вернулся в «Сокол». Своё возвращение он отметил домашней победой над «Кубанью» со счётом 3:0. На этот раз он уже стал игроком основы и начал чаще забивать голы. 17 сентября он отметился голом в ворота «Волгарь-Газпром», а в следующем матче с пенальти удвоил преимущество над «Ладой». В 41 и 42 туре Джеладзе также реализовывал пенальти, соперниками были «Кристалл» и «Химки» соответственно. Во всех четырёх матчах «Сокол» одержал победы. На следующий сезон Джеладзе сменил номер: вместо 23-го взял 9-й. Сезон начался с победы над «Орлом» (1:0). Первую половину сезона он преимущественно выходил на замены, но осенью снова закрепился в стартовом составе. 7 сентября Джеладзе забил гол в ворота «Динамо Махачкала», «Сокол» выиграл со счётом 4:2. Свой последний матч в России он сыграл против «Спартака» из Нальчика, его команда выиграла со счётом 3:1. Причиной ухода из «Сокола» стали семейные обстоятельства.
Джеладзе вернулся в Грузию, где играл за «Амери» (Тбилиси) и «Динамо» (Батуми), завершил карьеру в составе казахского «Востока» в 2008 году.

## Личная жизнь
Его брат, Звиад Джеладзе, также футболист, братья неоднократно выступали вместе за разные клубы.